# Alexandre Deschapelles
Alexandre Louis Honoré Lebreton Deschapelles (Ville-d'Avray, 7 marzo 1780 – Parigi, 27 ottobre 1847) è stato uno scacchista francese.
A 14 anni entrò nella scuola militare di Brienne e si arruolò poi nell'esercito napoleonico. Perse la mano destra durante una battaglia contro i prussiani a Fleurus, per cui veniva chiamato a volte Manchot (il monco). Catturato dagli inglesi a Baylen, riuscì ad evadere. Dopo la caduta di Napoleone nel 1815 venne messo a riposo col grado di generale. 
Iniziò a giocare a scacchi al Café de la Régence di Parigi, dove si dimostrò subito un avversario temibile. Nel periodo 1815-1820 era considerato il più forte giocatore di Francia. Nel 1820 accettò come allievo Louis-Charles de la Bourdonnais. 
Nel 1821 perse un match contro La Bourdonnais e contro l'inglese William Lewis. Nel 1842 vinse (+3 –2 =0) contro Saint-Amant e contro il tedesco William Schulten (+2 –1 =2), dandogli il vantaggio di pedone e due tratti. 
In agosto del 1836 ebbe modo di giocare qualche partita contro Camillo Benso, conte di Cavour in visita a Parigi, e lo vinse facilmente. 
Era molto forte anche in altri giochi, come il Whist, la dama e, nonostante la mutilazione, il biliardo. James Clay lo definì "giocatore fenomenale, il più grande, senza alcun confronto, che il mondo abbia mai visto". 
Una giocata del bridge, il "colpo Deschapelles", in cui un difensore sacrifica una carta alta priva di sequenza, per tentare di creare una ripresa nella mano del compagno oppure per "bruciare" una mano avversaria, porta il suo nome.